# Élections sénatoriales de 2020 dans le Territoire de Belfort
Les élections sénatoriales dans le Territoire de Belfort ont lieu le dimanche 27 septembre 2020. Elles ont pour but d'élire le sénateur représentant le département au Sénat pour un mandat de six ans.

## Contexte départemental
Lors des élections sénatoriales de 2014 dans le Territoire de Belfort, Cédric Perrin a été élu sénateur.
Depuis, tous les effectifs du collège électoral des grands électeurs ont été renouvelés, avec les élections départementales de 2015, les élections régionales de 2015, les élections législatives de 2017 et les élections municipales de 2020.

## Sénateur sortant
| Sénateur | Sénateur      | Parti | Fonctions lors de l'élection en 2014   |
| -------- | ------------- | ----- | -------------------------------------- |
|          | Cédric Perrin | LR    | Conseiller général, maire de Beaucourt |

## Présentation des candidats et des suppléants
Le nouveau représentant est élu pour une législature de 6 ans au suffrage universel indirect par les 375 grands électeurs du département. Dans le Territoire de Belfort, le sénateur est élu au scrutin majoritaire à deux tours. Le nombre reste inchangé, un sénateur est à élire. Il y aura plusieurs candidats dans le département, chacun avec un suppléant.
| N°  | Candidats | Candidats            | Parti | Principales fonctions               |
| --- | --------- | -------------------- | ----- | ----------------------------------- |
| T 1 |           | Bertrand Chevalier   | PCF   |                                     |
| s 1 |           | Farida Basbas        | GRS   | Adjointe au maire de Frais          |
|     |           |                      |       |                                     |
| T 2 |           | Vincent Jeudy        | EÉLV  |                                     |
| s 2 |           | Annie Baulay         | EÉLV  |                                     |
|     |           |                      |       |                                     |
| T 3 |           | Bruno Kern           | LREM  |                                     |
| s 3 |           | Liliane Bros-Zeller  | LREM  | Conseillère municipale de Giromagny |
|     |           |                      |       |                                     |
| T 4 |           | Cédric Perrin        | LR    | Sénateur sortant                    |
| s 4 |           | Anne-Sophie Peureux  | LR    | Maire de Lachapelle-sous-Chaux      |
|     |           |                      |       |                                     |
| T 5 |           | Marie-Laure Duchanoy | RN    |                                     |
| s 5 |           | Jean Receveur        | RN    |                                     |
|     |           |                      |       |                                     |

## Résultats
|                          | Cédric Perrin            | LR                       | LR                       | 268 | 72,24 |  |  |
|                          | Bruno Kern               | LREM                     | REM                      | 43  | 11,59 |  |  |
|                          | Vincent Jeudy            | EÉLV                     | VEC                      | 37  | 9,97  |  |  |
|                          | Bertrand Chevalier       | PCF                      | DVG                      | 21  | 5,66  |  |  |
|                          | Marie-Laure Duchanoy     | RN                       | RN                       | 2   | 0,54  |  |  |
|                          |                          |                          |                          |     |       |  |  |
| Votes valides            | Votes valides            | Votes valides            | Votes valides            | 371 | 97,89 |  |  |
| Votes blancs             | Votes blancs             | Votes blancs             | Votes blancs             | 5   | 1,32  |  |  |
| Votes nuls               | Votes nuls               | Votes nuls               | Votes nuls               | 3   | 0,79  |  |  |
| Total                    | Total                    | Total                    | Total                    | 379 | 100   |  |  |
| Abstention               | Abstention               | Abstention               | Abstention               | 3   | 0,79  |  |  |
| Inscrits / participation | Inscrits / participation | Inscrits / participation | Inscrits / participation | 382 | 99,21 |  |  |